# جريندلفالد (سويسرا)
جريندلفالد (بالألمانية: Grindelwald) هي قرية وبلدية تقع ضمن مقاطعة إنترلاكن-أوبيرهاسلي في كانتون برن بسويسرا. يقدر عدد سكانها بـ 3,809 نسمة.

## المدن التوأمة
- أزومي،  اليابان
- ماتسوموتو،  اليابان

## أعلام
- أولريش كوفمان
- فريتز كوفمان
- دبليو أ. بي. كوليدج